# Station Orval-Hyenville
Station Orval-Hyenville is een spoorwegstation bij Orval in de Franse gemeente Orval sur Sienne. Het station is gesloten.  